# Holwierder Kirche

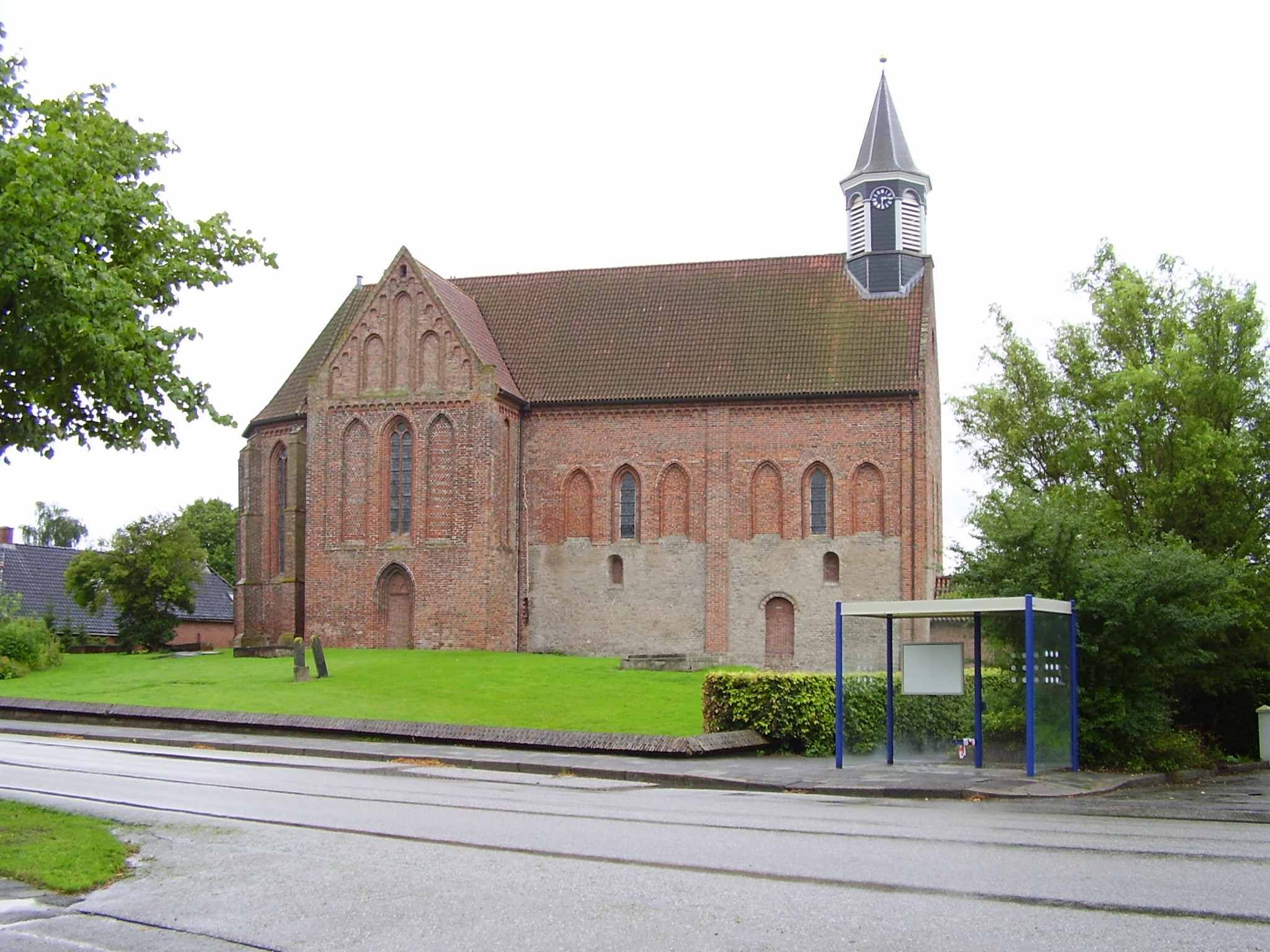
Holwierder Kirche von Süden

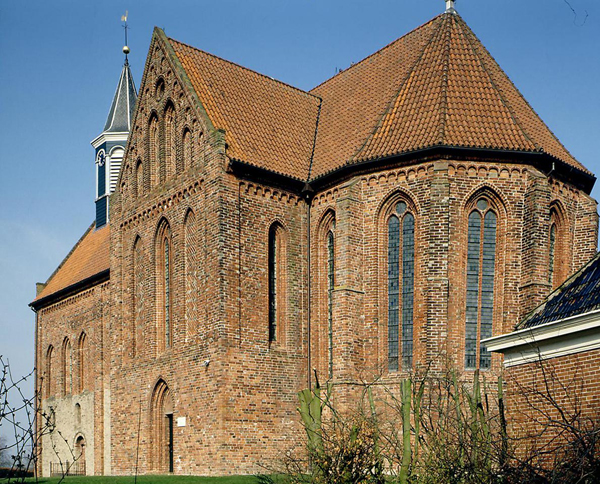
Holwierder Kirche von Nordosten

Die Kirche von Holwierde, einem Dorf in der Gemeinde Eemsdelta am niederländischen Ufer des Emsästuars, besteht aus einem romanischen Kernbau aus Tuffstein, der in verschiedenen Stilstufen der Gotik in Backstein erweitert wurde. Über das Patrozinium vor der Reformation gehen die Meinungen auseinander.

## Baugeschichte und Außenbau
Die Kirche mit kreuzförmigem Grundriss wurde in vier Phasen errichtet. Zunächst entstand Ende des 11. Jahrhunderts eine nicht sehr hohe Tuffsteinkirche, deren Mauern heute den unteren Teil des Langhauses bilden. Die erwartungsgemäß rundbogigen Fenster und Portale sind vermauert.
Im 13. Jahrhundert wurde dieses Schiff in Backstein erhöht. In beiden Längswänden erhielten die Backsteinmauern eine Reihe von jeweils zwei Fenstern und vier Blenden, allesamt mit gotischen Spitzbögen. Die Höhen der Blenden und Fenster sind annähernd gleich, aber doch gestaffelt, sie nehmen von den Wandenden zur Mitte hin zu, allerdings weniger deutlich als bei der Eilsumer Kirche (in der Krummhörn östlich des Emsästuars).
Im dritten Bauabschnitt wurde die Kirche im frühen 14. Jahrhundert nach Osten um das Querhaus und den polygonal Schließenden hochgotischen Chor erweitert. Genaue Untersuchungen des Mauerwerks haben ergeben, dass dies in einer einzigen Bauphase geschah. In beiden Giebeln zeigen die Blenden beiderseits des Fensters die ab Mitte des 13. Jahrhunderts im friesischen Raum typischen ornamentalen Ziegelsetzungen, u. a.  mit Fischgrätmuster. Dabei wurde das Langhaus ein zweites Mal erhöht, um beider Trauf- und Firsthöhen einander anzugleichen. Die Fenster des Querhauses sind wie die des Chors mit Maßwerk gegliedert. Die Giebeldreiecke des Querhauses wurden allerdings 1896 abgetragen und bei der Restaurierung von 1945–1950 frei rekonstruiert.
Der im 13. Jahrhundert errichtete freistehende Glockenturm der Kirche stürzte 1836 ein und die Ruine wurde 1854 abgebrochen. Der heutige Dachreiter wurde zwischen 1945 und 1950 aufgesetzt.

## Innenraum

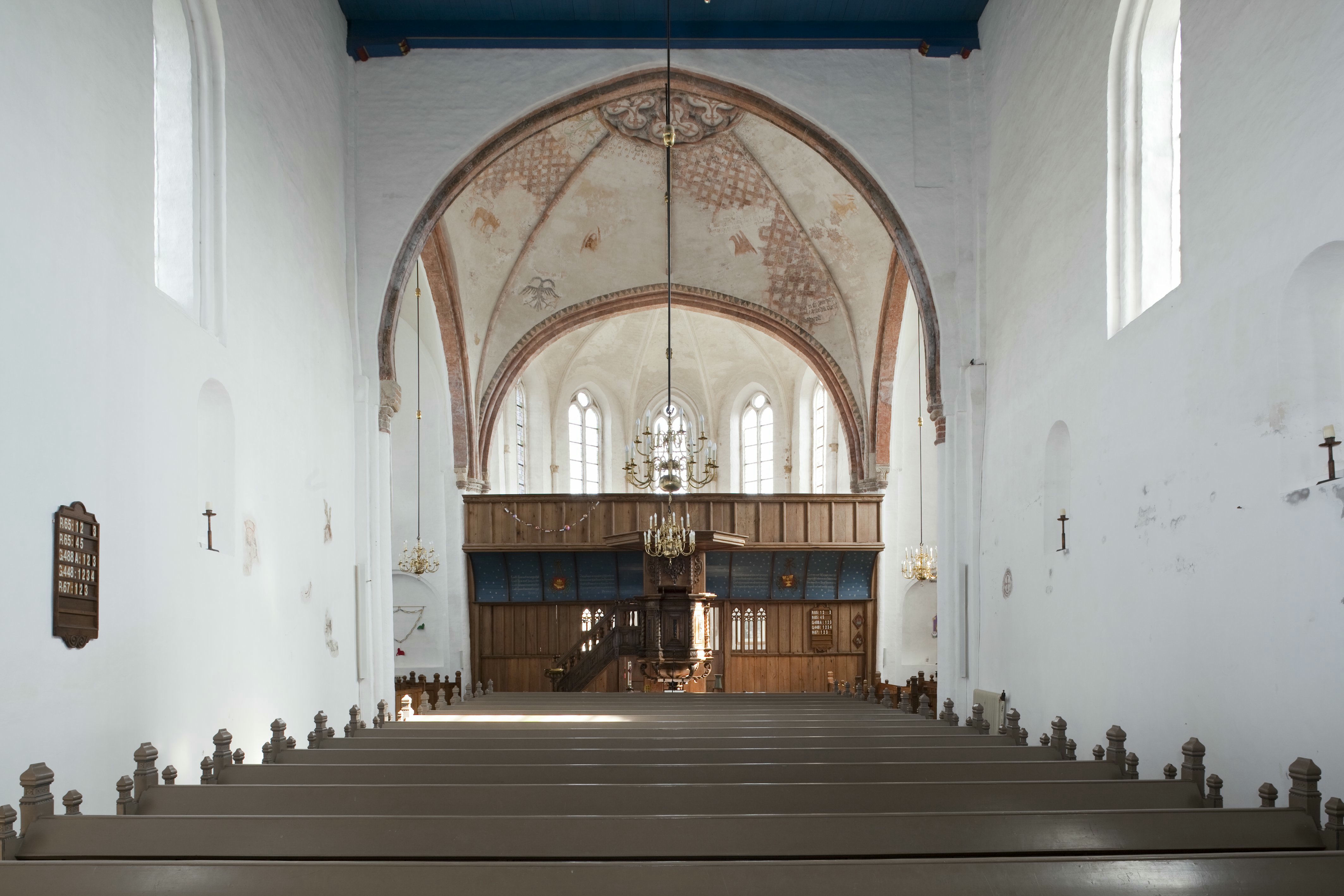
Langhaus, Vierung, Chor

Das Langhaus hat seit dem 16. Jahrhundert eine Balkendecke. Die vier Spitzbögen um die Vierung tragen ein spitzbogiges Domikalgewölbe mit acht eher dekorativen Rippen und einem maßwerkartig verzweigten Scheitelring und Kalkmalereien. Die ebenfalls spitzbogigen Domikalgewölbe der Kreuzarme haben keine Rippen. Das Chorpolygon ist mit einem fächerförmigen Rippengewölbe gedeckt. Heute ist es unterhalb der Fenster durch eine Holzwand mit Empore vom Gottesdienstraum getrennt.
Die Orgel geht auf ein Instrument eines unbekannten Erbauers zurück, das 1663 erneuert wurde. Nach mehreren Umbauten wurde 1955 eine neue Orgel der Gebrüder Van Vulpen mit 11 Registern auf zwei Manualen und Pedal in das bestehende Gehäuse eingebaut. Das Gehäuse wurde dabei von zahlreichen alten Farbschichten befreit und ist seitdem holzfarben.